# Kerkuán
Kerkuán (arabul: كركوان, nyugati nyelvekre átírva: Kerkouane) elhagyott ókori város és nekropolisz. Romjai Tunéziában, Cap-Bon-félszigeten találhatók. A helyszín az egyetlen olyan pun városmaradvány a világon, amelyet összefüggően sikerült feltárni.

## Fekvése
Tunisztól 140 km-re, az MC 27-es út közelében fekvő régészeti helyszín.

## Története

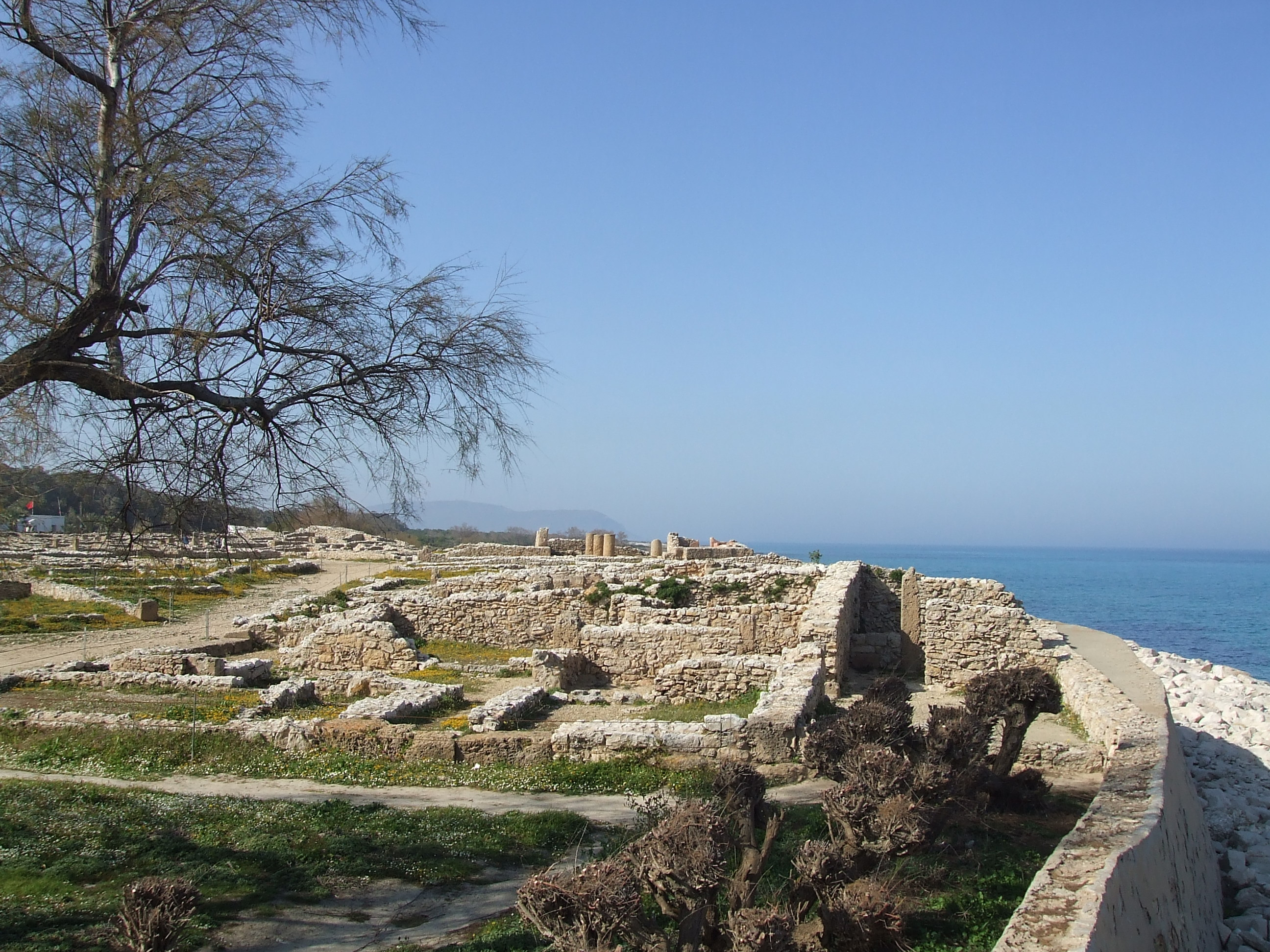
Kerkouane látképe

A várost a pun Pompejinek is szokták nevezni, mivel itt megmaradtak az épületek alapjai, az utcák elrendezése is.
A város alapításának idejét Kr. e. 5. századra teszik. Karthágóval egy időben élte virágkorát, és annak végső bukásával néptelenedett el. Eredeti pun nevét nem sikerült kideríteni.
Lakói halászatból, kereskedelemből élhettek, valamint a murexnek nevezett kagyló (bíborkagyló) feldolgozásából. E kagyló húsának elrohasztása révén nyerték az ókorban igen drága bíborvörös festékanyagot. Az e célra kőből épített rohasztómedencék sora ma is ott látható a tengerparton.
A város maradványait 1952-ben fedezték fel a sűrű bozót alatt. Viszonylagos alaprajzi épségét annak köszönheti, hogy sok más pun várossal ellentétben a város elhagyása után a későbbi nemzedékek nem építkeztek rá. 1968-ban feltárták a város temetőjét is, benne pénzleletekkel, kerámiatárgyakkal, sőt olyan nőalakos szarkofággal, amely az eddig ismert legnagyobb pun faszobor.
A város maradványait rejtő rommező a tengerpart mentén több száz méteren húzódik. Nagyobb részük lakóház és üzlet falmaradványa. 1986-ig csak egyetlen közösségi helyiség, egy templom romjaira bukkantak. A házai közötti szűk utcák eredeti kövezete nagyrészt épségben maradt.
Érdekes a házak alaprajzi elrendezése is, mely máig jellemzője a mediterrán építkezéseknek. A rendszerint egyetlen kőből kialakított küszöbön átlépve egy folyosón át a belső udvarba érünk.
Itt helyezték el a kutat és a lefolyót, a fürdőhelyiséget és a házi istenek dicsőítésére szolgáló oltárt. Innen nyíltak a ház lakószobái. Jellegzetes és még ma is sok helyütt látható a szobák padozata. Vékony cementrétegbe piros színű, égetett cseréptörmeléket szórtak, időnként fehér márványtörmelékkel vegyítve, amitől mozaikszerűnek hatott. Helyenként díszítő mozaikelemeket is bedolgoztak a padlóba.
Az ókori pun településről a múzeum ad áttekintést, kiállítás mutatja be a temetőben feltárt leleteket: a torz álarcokat, az amuletteket, áldozati szobrocskákat, ékszereket, edényeket, üvegeket.

## Galéria

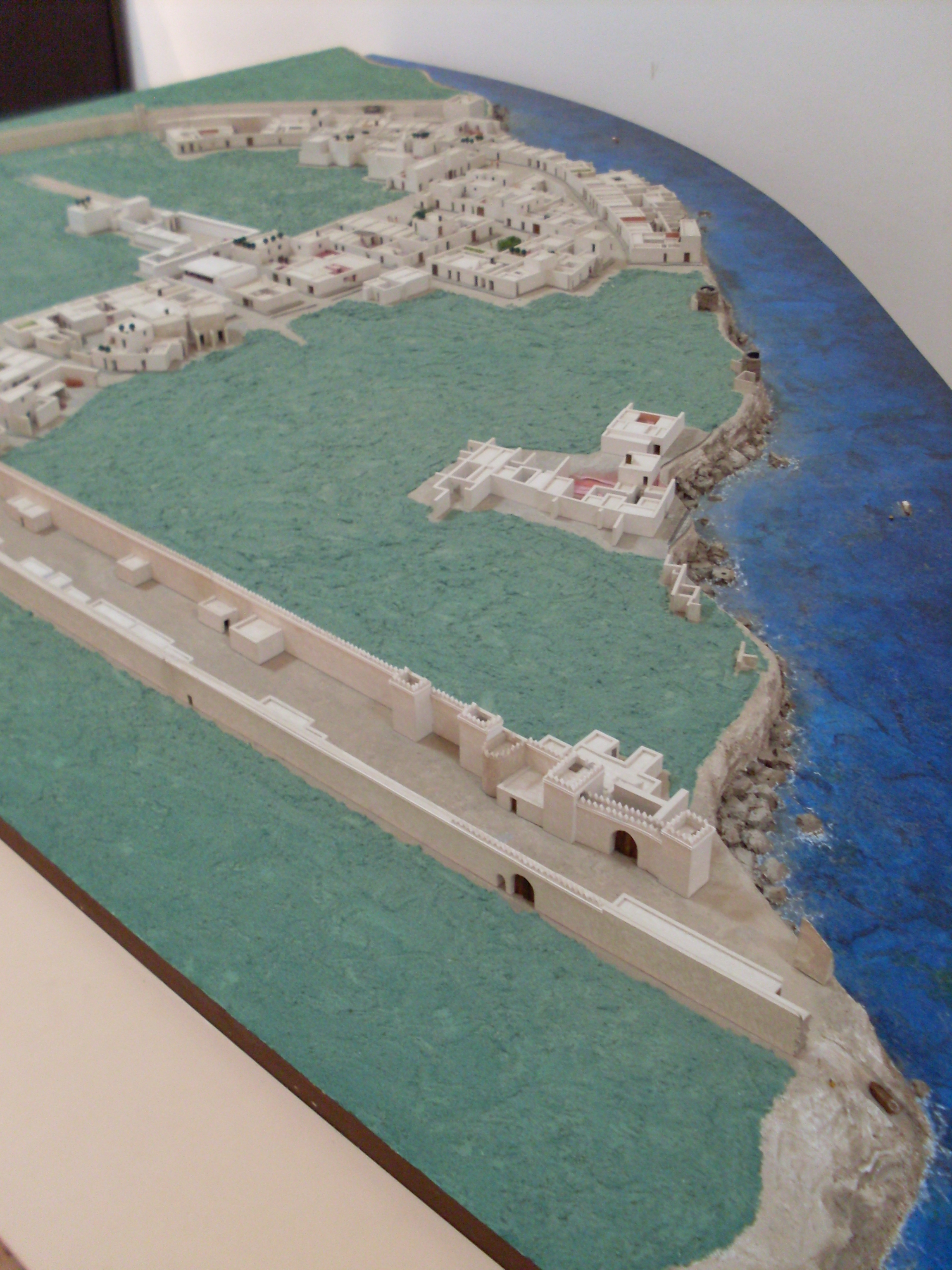
Kerkouane makettje
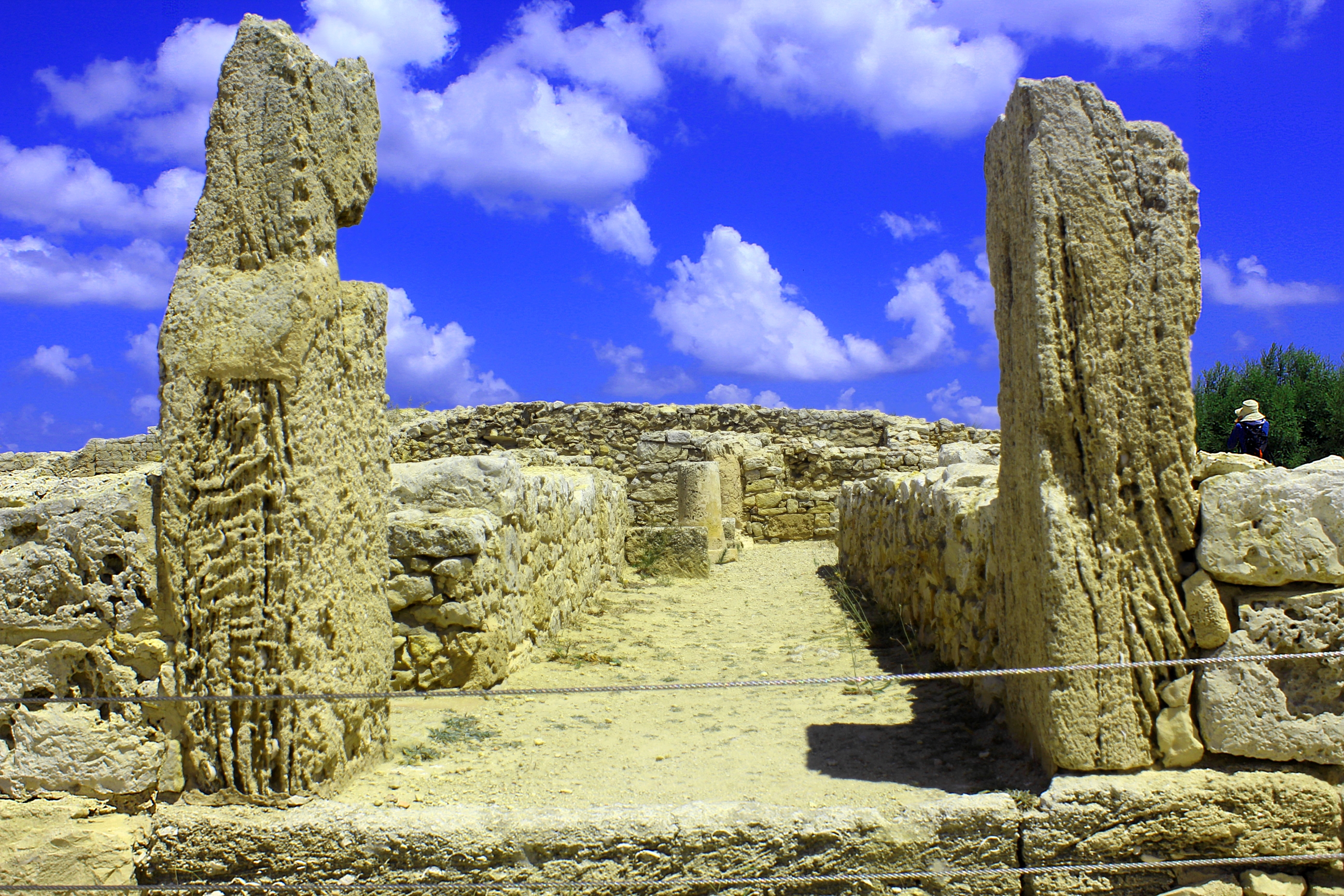
Kerkouane, részlet
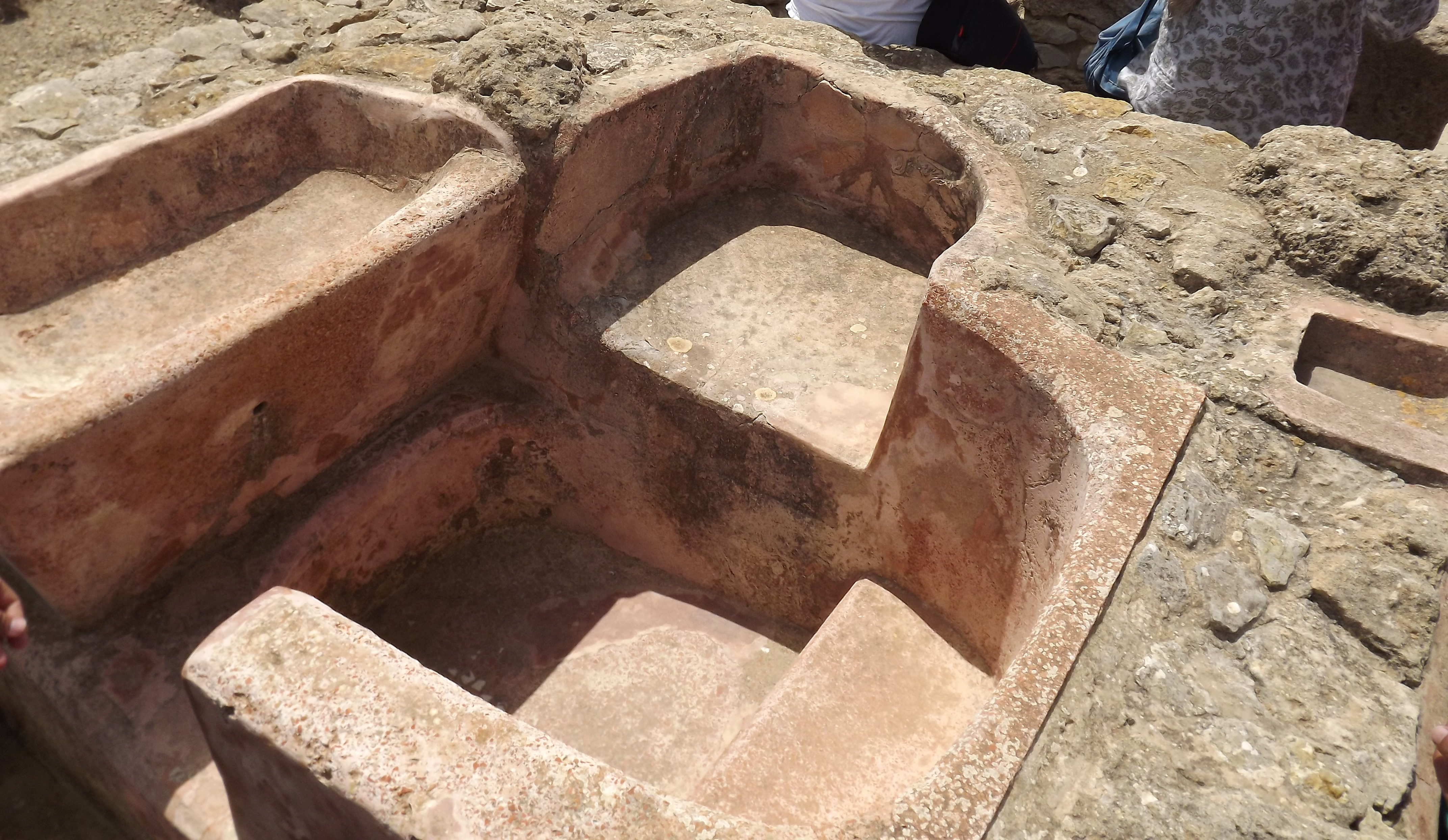
Az egykori fürdő
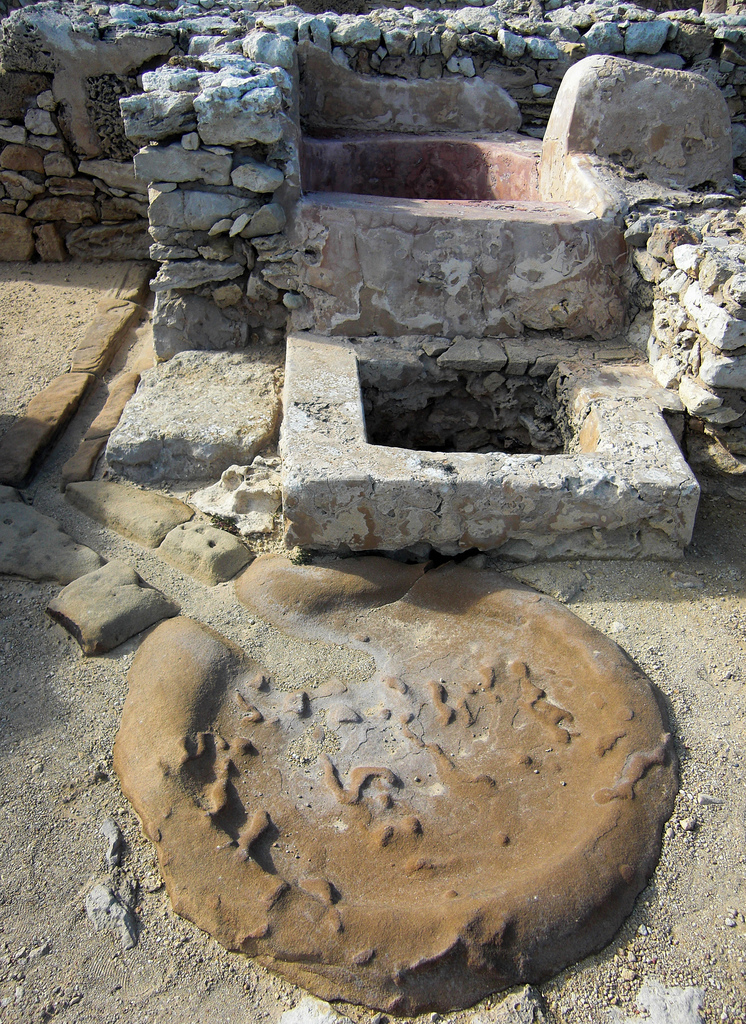
Fürdőrészlet
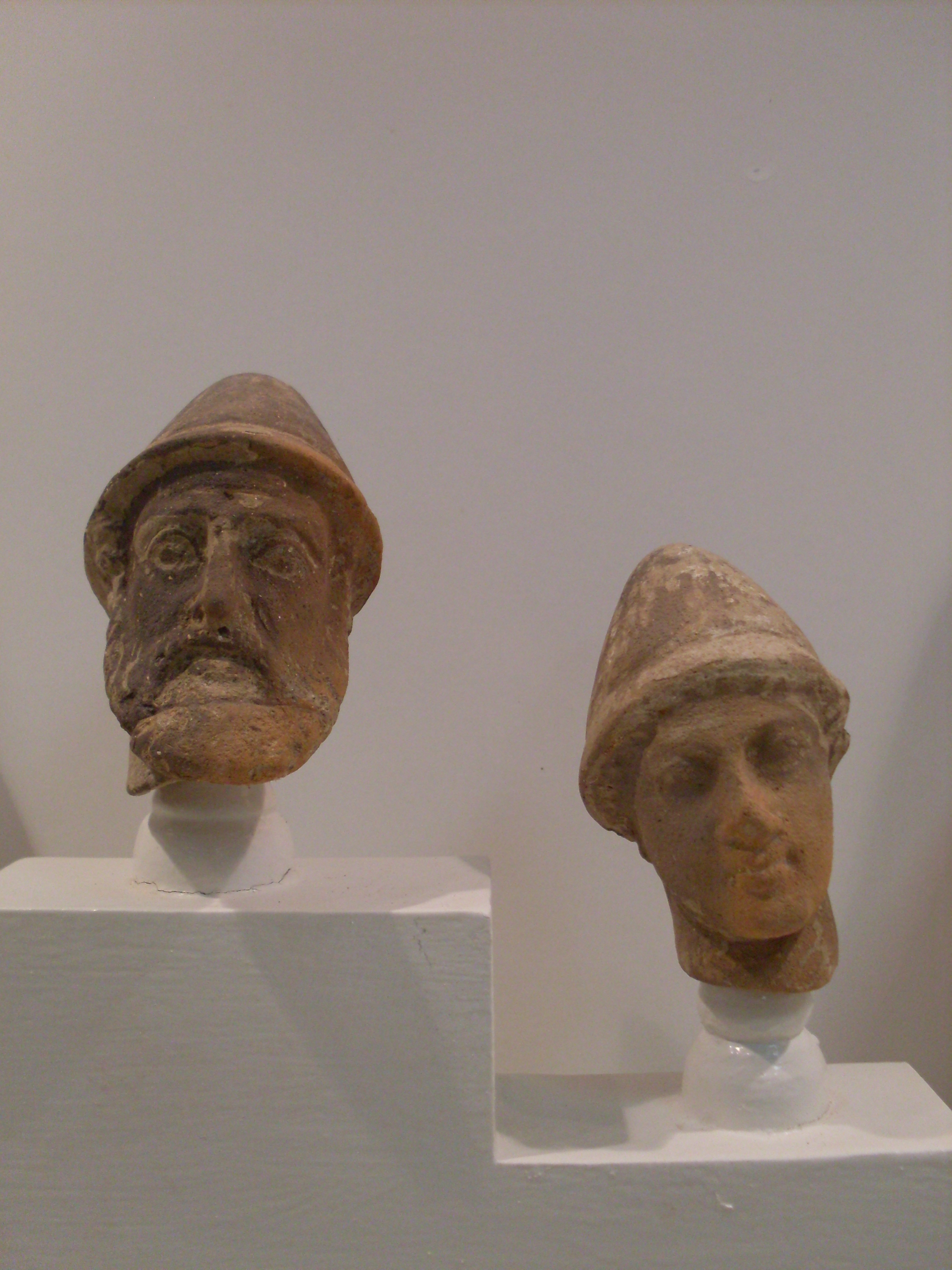
Szobortöredékek a múzeumból
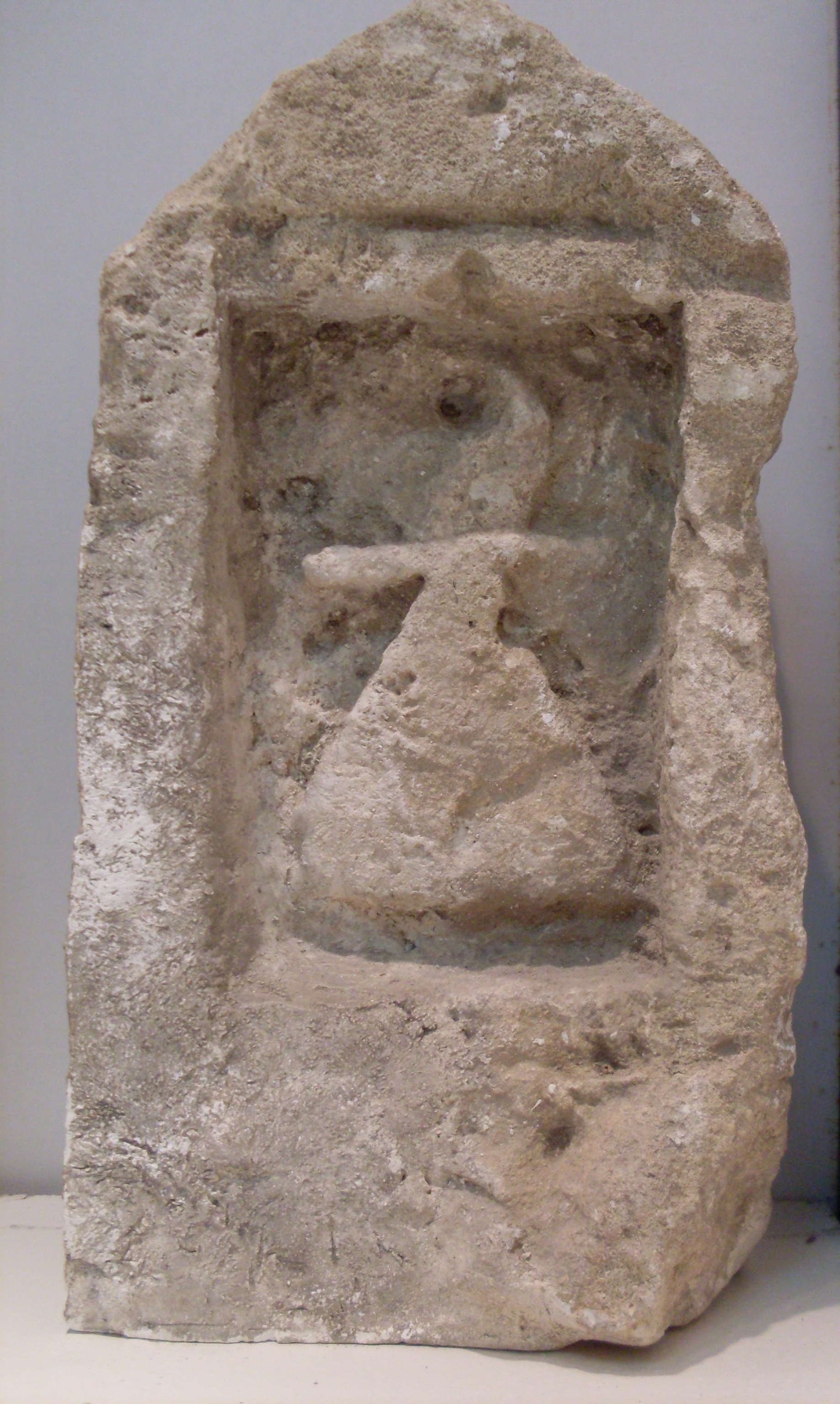
Kerkouane sztéle
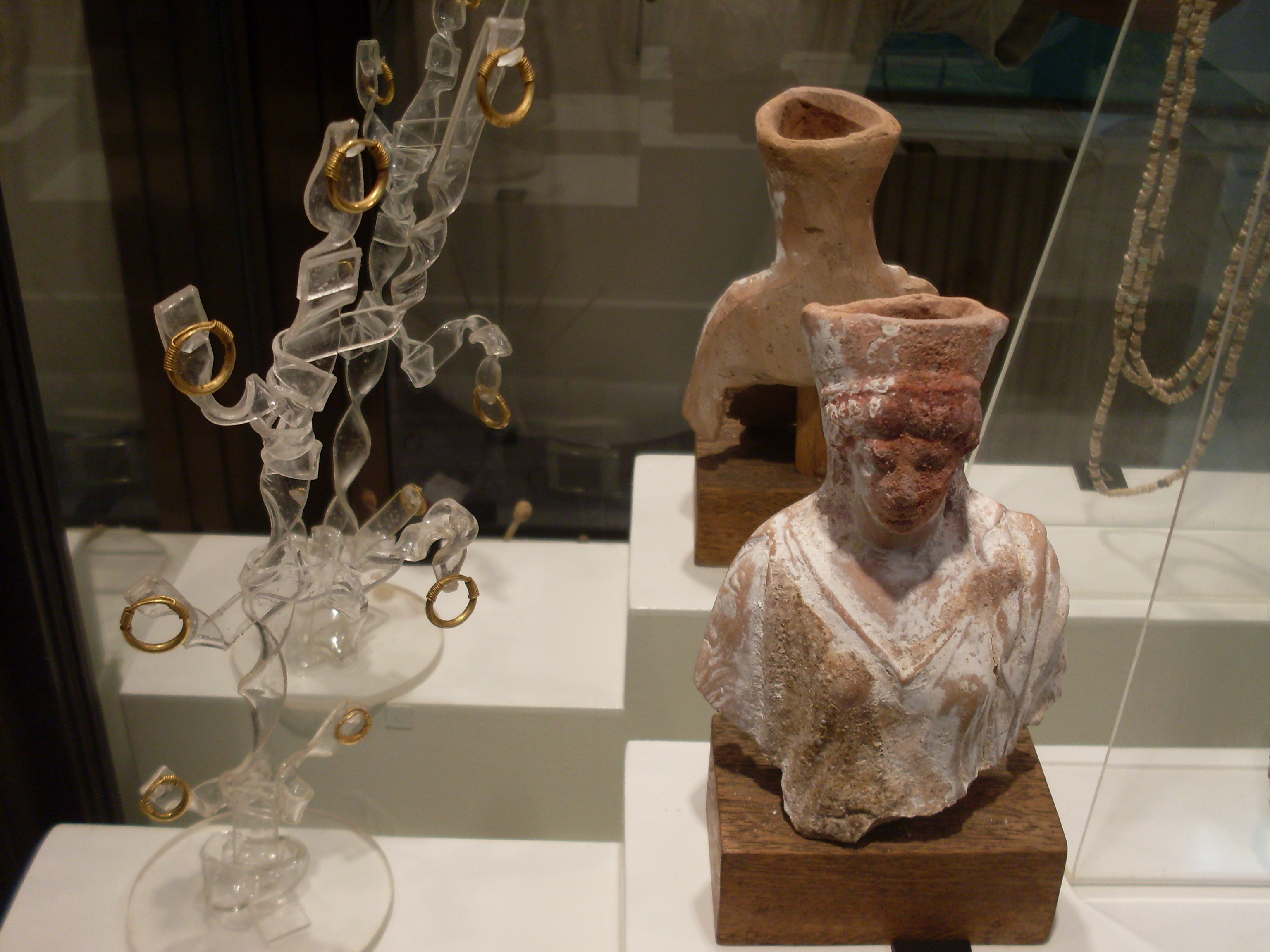
A múzeum kiállításából
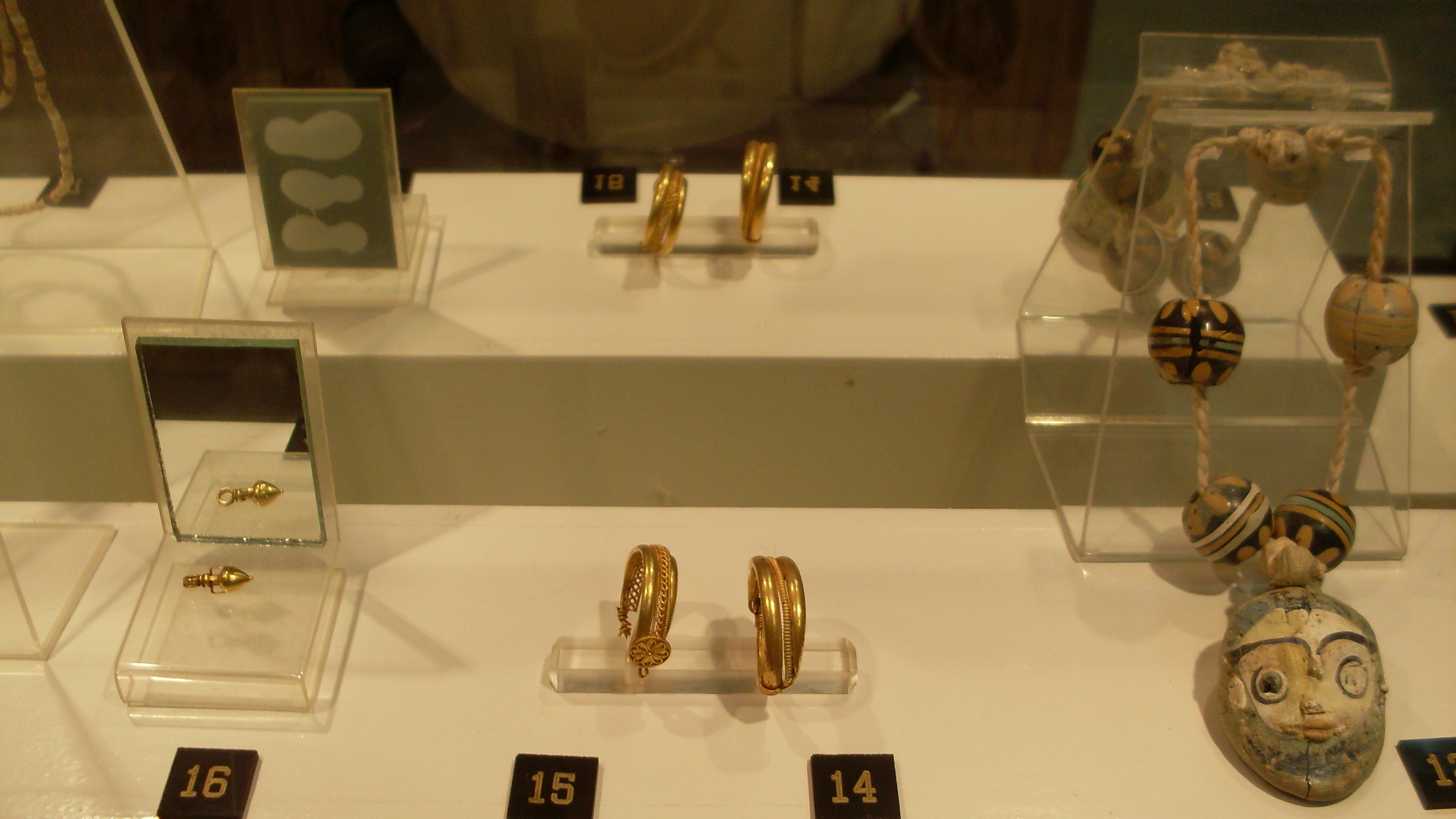
Ékszerek a múzeum kiállításából
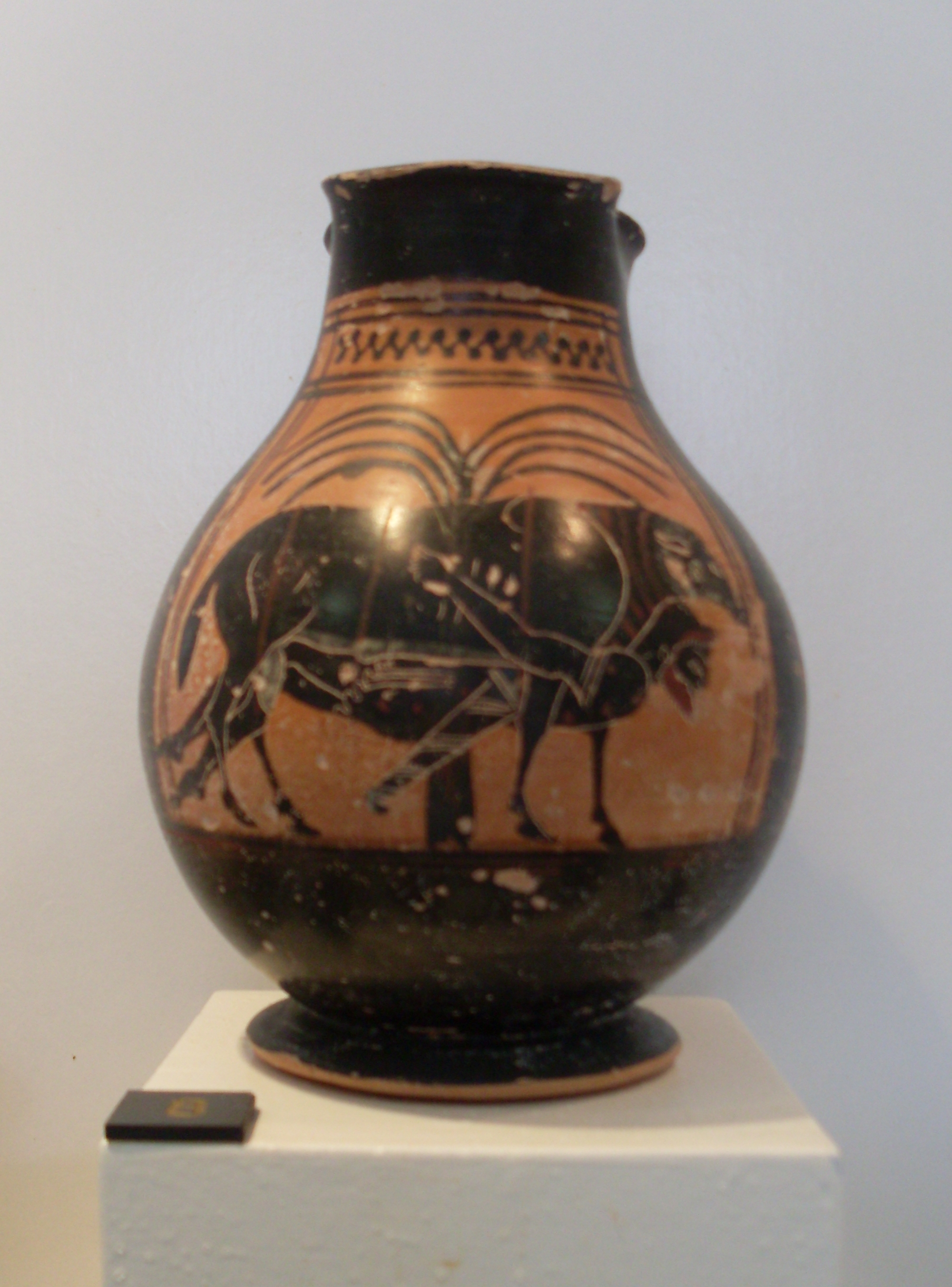
Kerámiaváza a múzeum gyűjteményéből
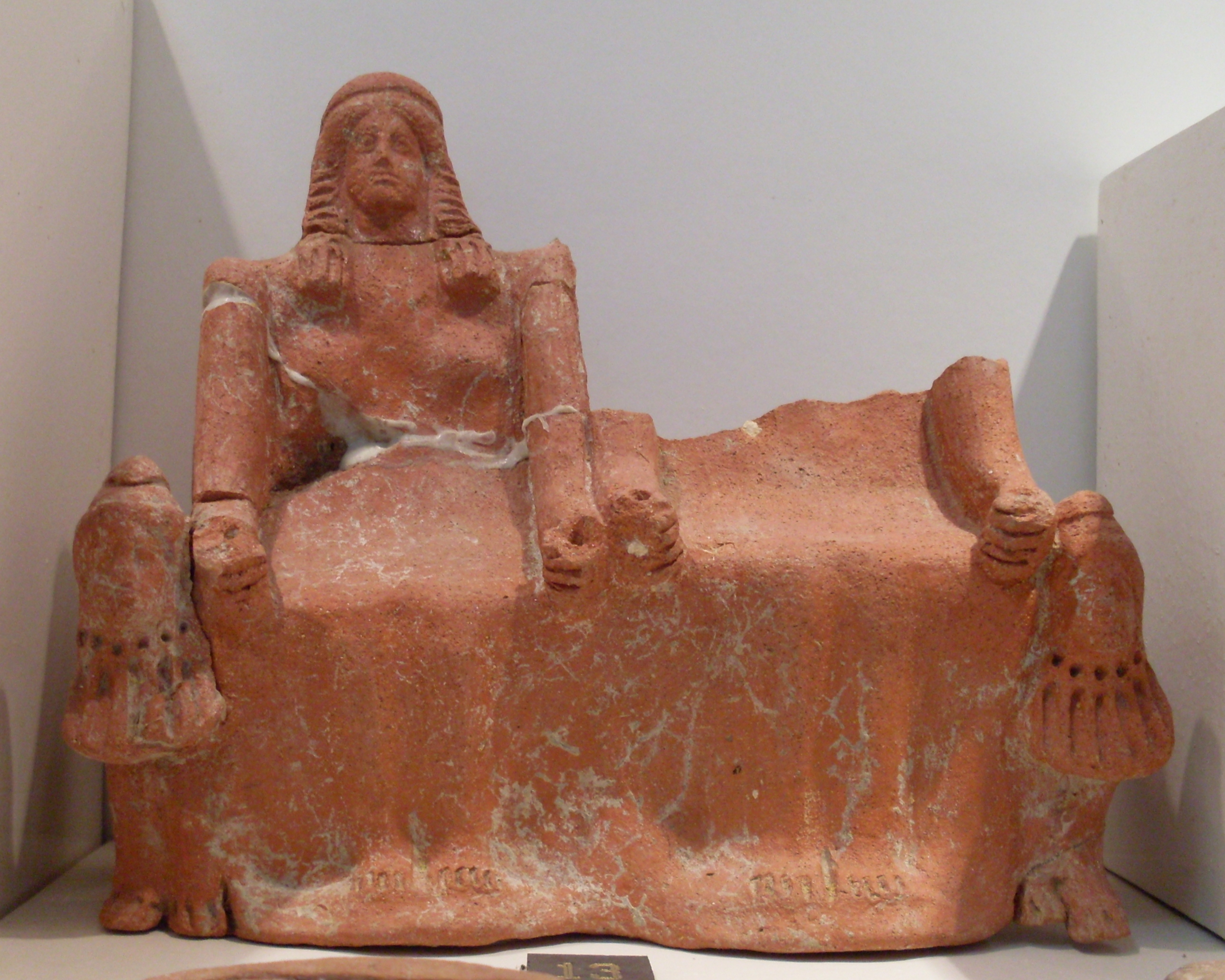
A múzeum kiállításából
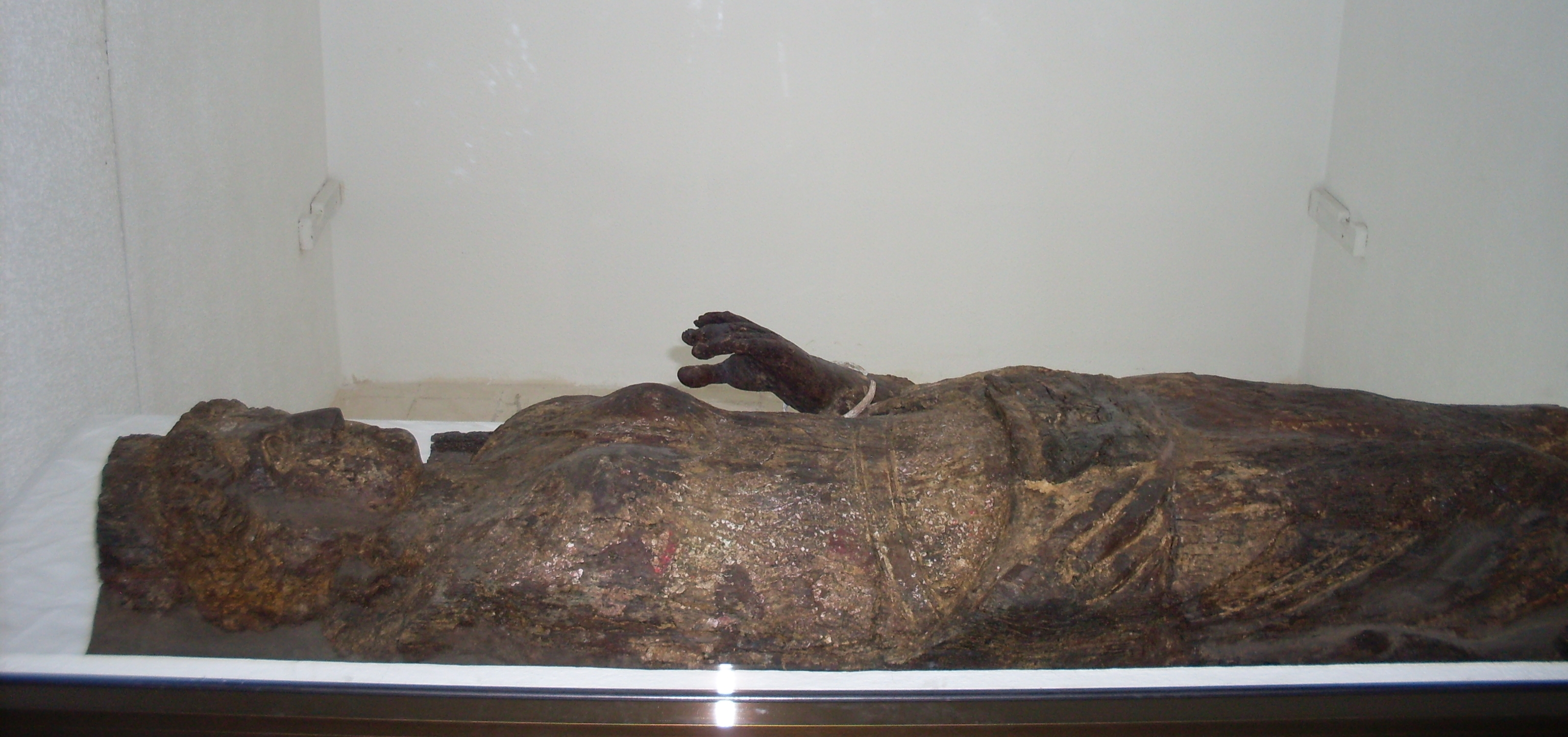
Szarkofág a múzeumban
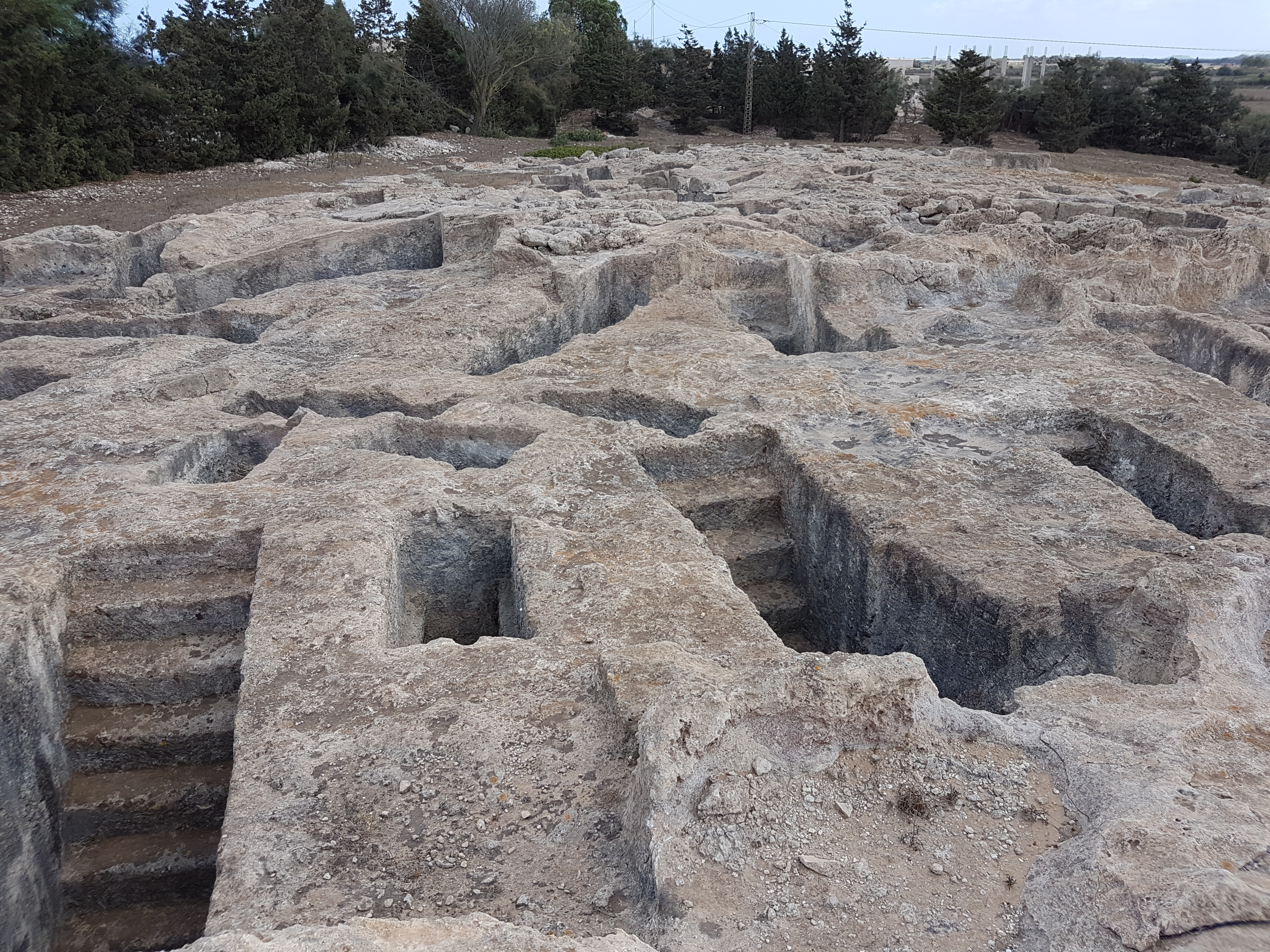
Pun nekropolisz maradványai
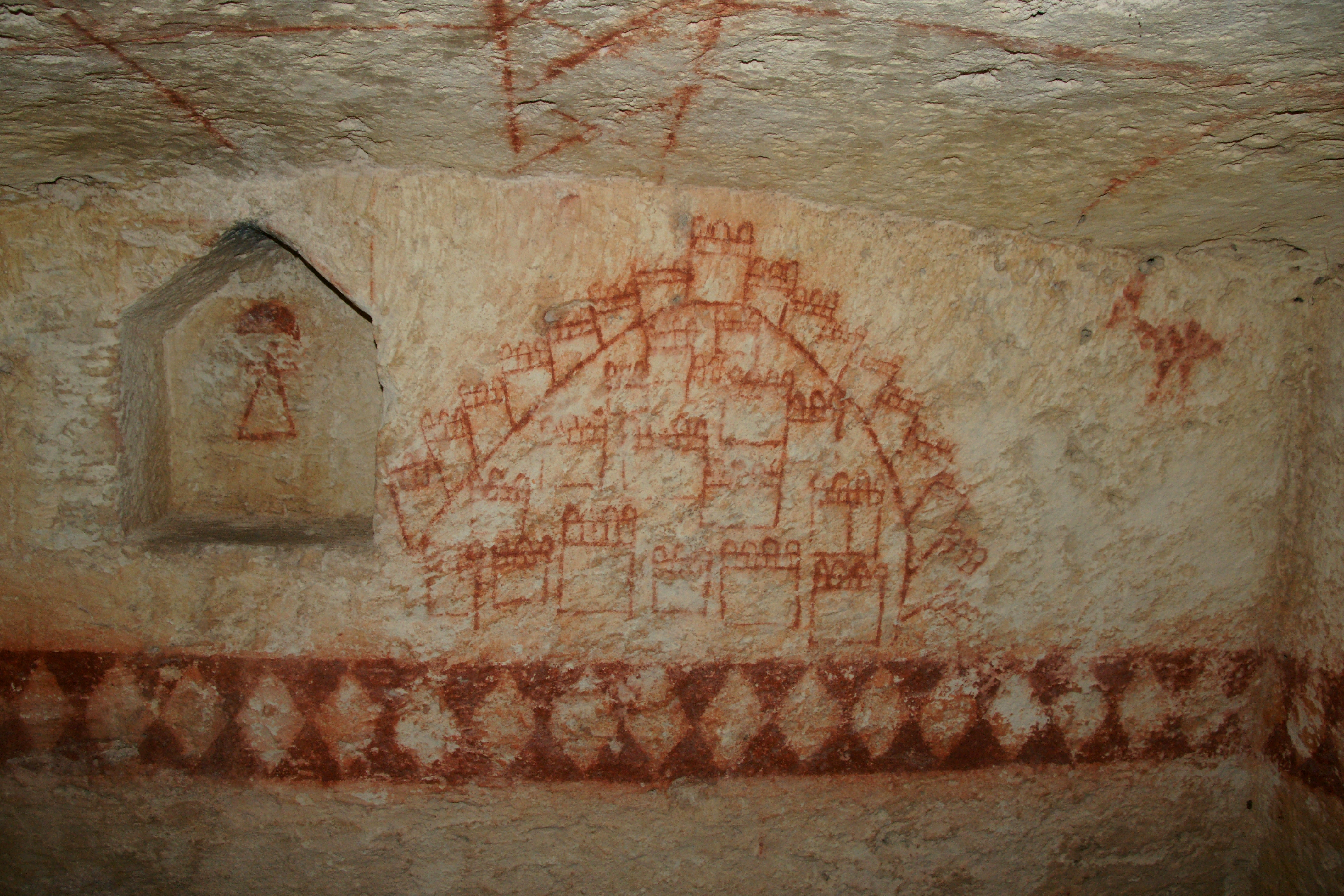
Freskórészlet
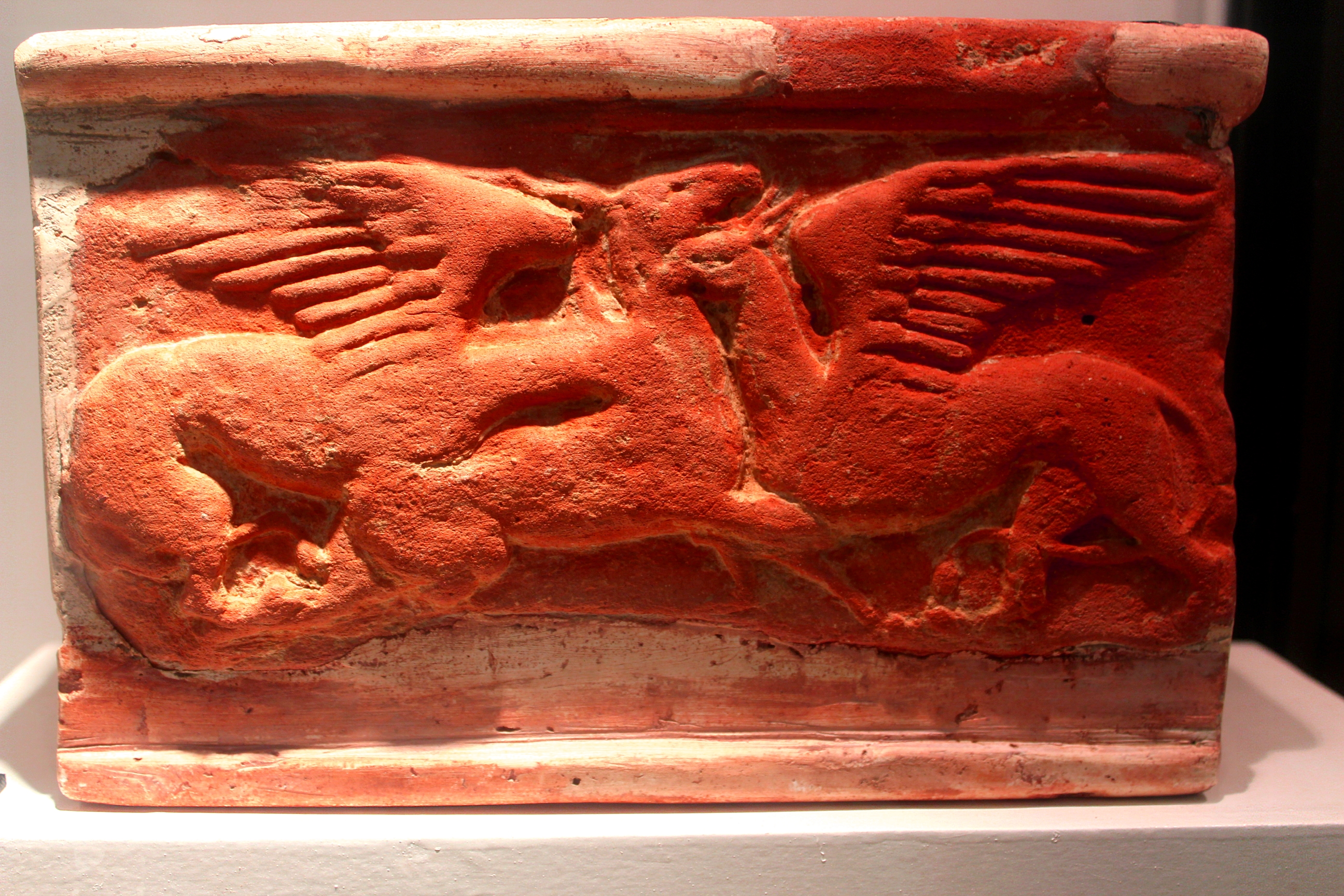
Griffeket ábrázoló szobor
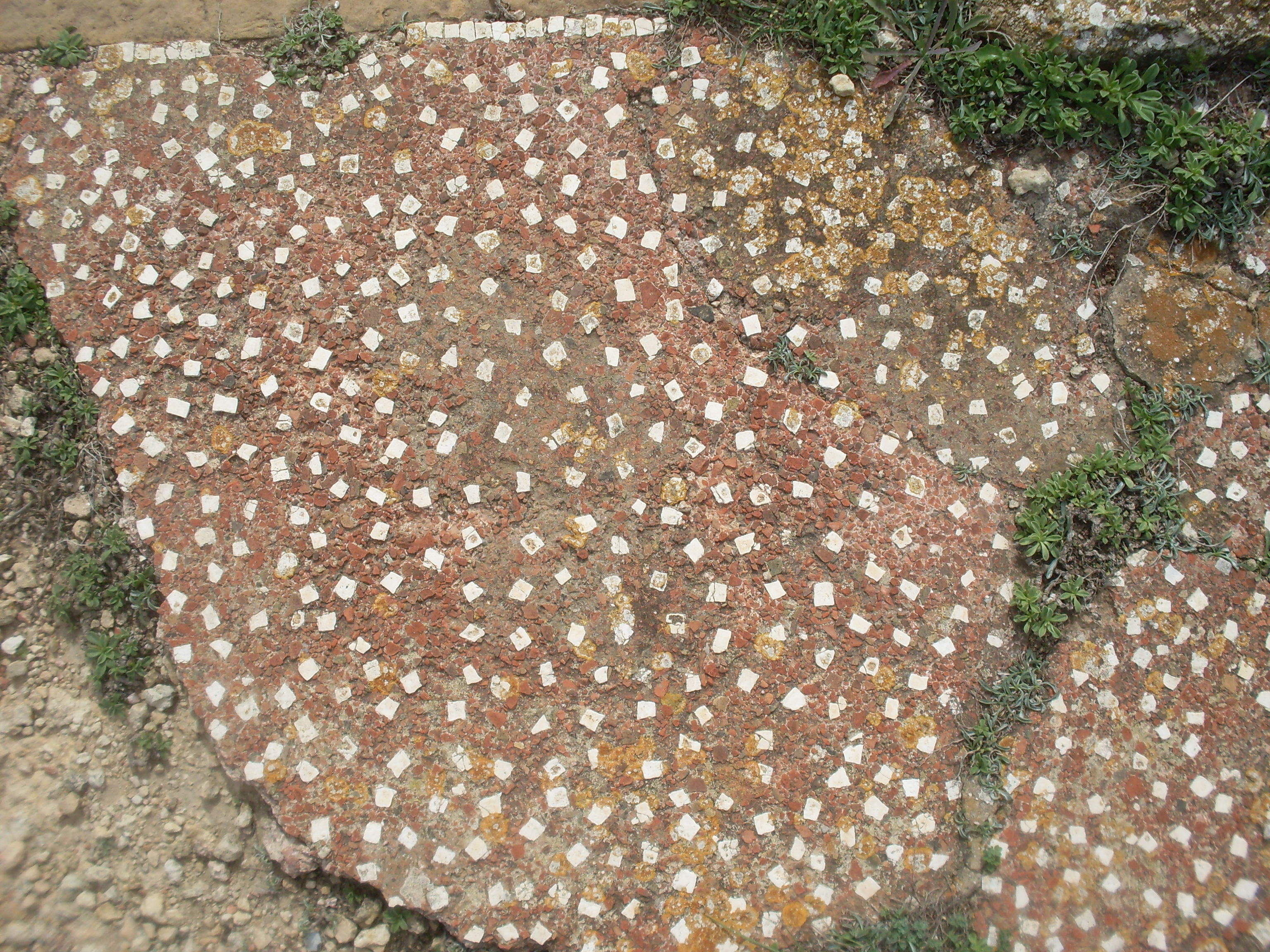
Padlómozaik-maradványok
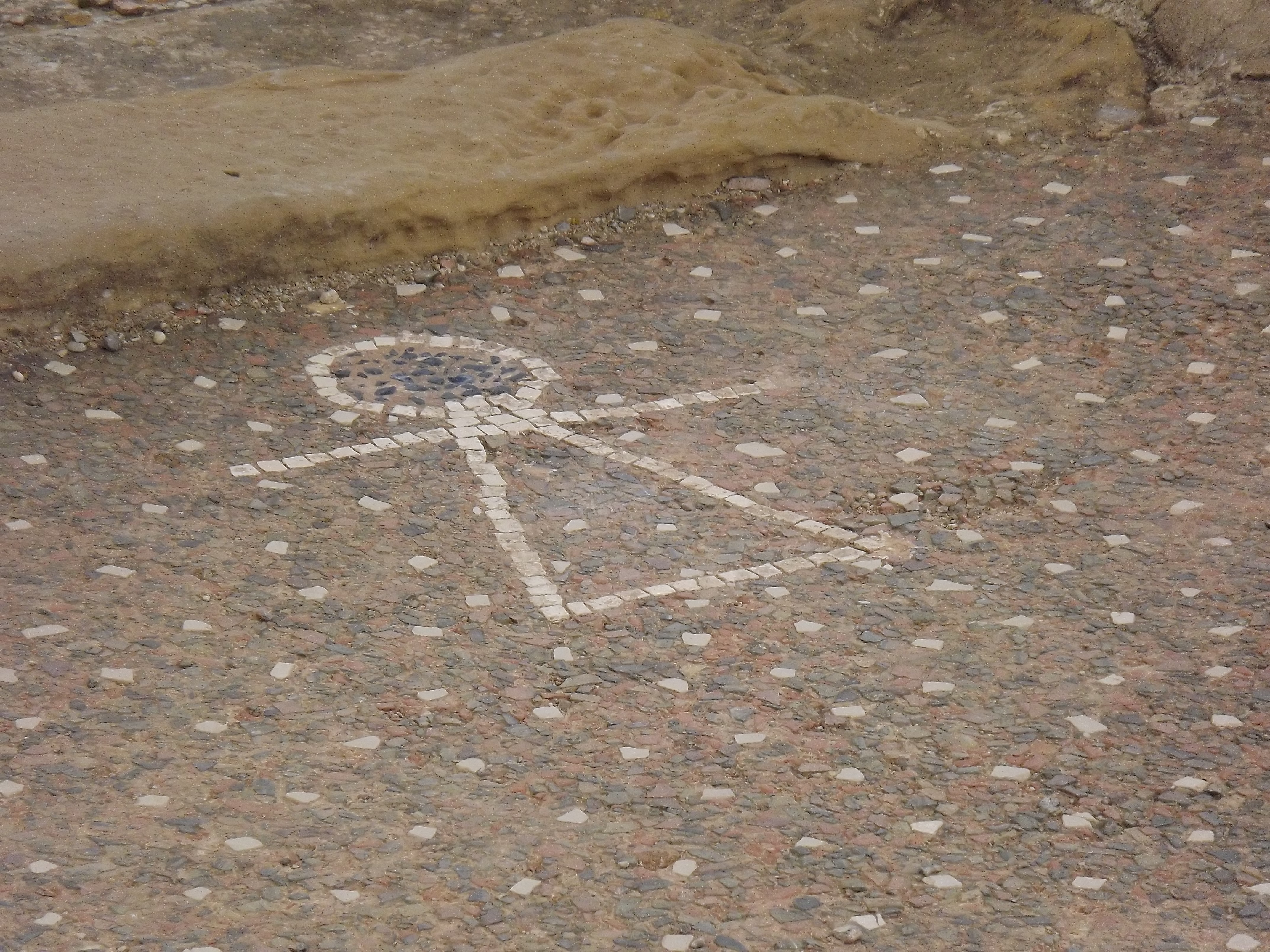
Tanitábrázolás a mozaikpadlón